# 10000 Міріостос
10000 Міріостос (10000 Myriostos) — астероїд головного поясу, відкритий 30 вересня 1951 року. Його назва з грецької мови означає "десят тисяч".
Тіссеранів параметр щодо Юпітера — 3,269.